# Heinkel He 51
Гайнкель He 51 (нім. Heinkel He 51) — класичний біплан доби 30-х років минулого століття. Його льотні характеристики були досить посередніми. Широко рекламувався з самого моменту офіційного оголошення про існування люфтваффе.

## Історія
Вперше фірма «Гайнкель» проявила інтерес до одномісних винищувачів ще наприкінці 20-х років з створенням одностійкового біплану змішаної конструкції HD-37, який заклав лінію біпланів, що призвели до створення He 51.
Роботи з поліпшення характеристик літака He 49 змусили побудувати ще два дослідних екземпляри — He 49b (перший політ в лютому 1933.) і He 49c з колісним шасі і двигуном BMW-6.0ZU з етиленгліколевими охолодженням (перший політ наприкінці весни 1933) і врешті-решт привели до створення He 51.
Розміри та конструкція літака залишилися майже без змін, але в деталях He 51 помітно відрізнявся від попередників. Елерони на верхньому крилі замінили і встановили трімери. Вертикальне оперення перепроектувати повністю. Напівзбірний радіатор змінили на тунельний. Стійки шасі стали окремими V-подібними з масляно-пружинною амортизацією; колеса закрили обтічниками, хвостове колесо замінили милицею.
Технічний департамент зацікавився He 51, так як він при тому ж двигуні, що і у винищувача Ar 65e, дійсно обіцяв характеристики на світовому рівні. У результаті «Гайнкель» отримала замовлення на завершення розробки і на початок виробництва. Ще до кінця 1933 в Варнемюнде почалася робота над дев'ятьма 51A-0 для проведення випробувань.
У липні 1934 перші літаки прибули для випробувань та подальшого використання в демонстраційну ескадрилью середньої Німеччини в Деберіце. Освоєння проходило непросто. Пілоти, що літали до того на слухняному, попускливому до помилок і легшому Ar 65e, критикували швидший і менш маневровий винищувач Гайнкеля.

## He 51 у війні в Іспанії
26 липня 1936 Гітлер на зустрічі з Франко в Бахамонді обіцяв допомогу іспанським фашистам. Міністерству оборони було наказано набрати добровольців і підготувати спорядження. У так званій «туристичній групі» генерала фон Шеле став готуватися льотний персонал для відрядження до Іспанії, і 31 липня 85 людей з шістьма He 51 відпливли з Гамбурга до Кадісу. Відразу після прибуття всі Не 51 були швидко зібрані. На них була швидко навчена група іспанських льотчиків, які через тиждень повели німецькі машини в бій. Перший виліт був сприятливим: у першому ж бойовому вильоті 18 серпня було збито кілька республіканських літаків.
У вересні іспанські фашисти мали вже дві повні ескадрильї з Не 51. У листопаді в бій пішли винищувачі з легіону Кондор, підготовлені в Севільї до 6-го числа. Усього легіону «Кондор» і іспанським фашистам було поставлено 135 примірників He 51. У жовтні в Іспанію надійшли перші винищувачі Полікарпова І-15, поставлені СРСР республіканцям. Їх перший виліт відбувся 4 листопада. До жаху пілотів легіону «Кондор», які вважали, що їх He 51B не поступається зарубіжним винищувачам, перевага літака Полікарпова в швидкості, маневровості і скоропідйомності була очевидною. Перевага І-15 здобула сильне враження на командування люфтваффе. Було вирішено негайно направити в Іспанію дослідні Messerschmitt Bf 109 і готувати серійне виробництво цього літака. Поступово винищувальне навантаження на He 51 знизилося і їх стали використовувати як штурмовики, прикріпивши шість бомботримачів.

## Тактико-технічні характеристики
Основні характеристики
- Довжина: 8,4 м
- Висота: 3,2 м
- Розмах крила:

Льотні характеристики

Тип — одномісний винищувач
Двигун — BMW-VI-7, 3Z; злітної потужністю 750 к.с.
Озброєння — 2 * 7,9 мм кулемети MG-17 з 500 патронами на ствол
Максимальна швидкість:
330 (315) км/год;
310 (295) км/год на висоті 4000 (2000) м
Крейсерська швидкість:
280 (262) км/год;
258 (262) км/год на висоті 4000 (2000) м
Дальність польоту — 570 (550) км на висоті 4000 (2000) м
Час підйому на висоту:
1000 м — 1,4 (1,5) хв
2000 м — 3,2 (3,4) хв
4000 м — 7,8 (9,1) хв
Максимальна висота — 7700 (7400) м
Вага:
порожній — 1474 (1526) кг
злітна — 1900 (1970) кг
Розміри:
розмах крила — 11 м
довжина — 8,4 (9,1) м
висота — 3,3 (3,9) м
площа крила — 27,2 м²